# Lennart Berg
Lennart Berg, född 13 oktober 1941, är docent i nationalekonomi vid Uppsala universitet och författare till flera böcker i nationalekonomi.

## Böcker
- "Småhuspriser på - samvariation, påverkan och bestämningsfaktorer" i Lindh T (red) Prisbildning och värdering av fastigheter, Institutet för bostads- och urbanforskning, Gävle, 2000.
- "The SNEPQ econometric model of the Swedish Economy", FIEF, Stockholm 1997 (with Bergström, R, Bergström, V Nilsson, C och Lindé, J).
- "Sparande, konsumtion, arbetskraftsutbud och beskattning - en empirisk analys av hushållens beteende", IUI, Stockholm 1985.
- "Konsumtion och sparande" i Södersten, B Makroekonomi och stabiliseringspolitik, Lund 1983.
- "SNEPQ ‑ Aneconometric short-term model of the Swedish Economy", FIEF, Uppsala 1993 (with Bergström, R, Bergström, V, och Nilsson, C)
- "Konsumtion och sparande - en studie i hushållens beteende", Studia Oeconomica Upsaliensia, Stockholm 1983 (PhD thesis).
- "The role of demographic factors as a determinant of savings", i Modigliani, F och Hemming, R (red), The Determinants of National Saving and Wealth, Macmillan, London 1983 (with Bentzel, R).
- "Svenska modellen - en ekonometrisk minimimodell av Sverige", Stockholm 1981 (with Bergström, R, Bergström, V och Nilsson, C).